# 蘇忠詞
苏忠词（越南语：／，？—1211年），一作苏忠嗣，越南李朝将领，为权臣陈嗣庆的舅舅。
苏忠词出生在今日越南太平省兴河县境内。1209年，将军郭卜叛乱，占据昇龍。李高宗逃往归化江（洮江，在今越南富寿省三农县北），皇子李旵（即后来的李惠宗）逃亡到海邑（今兴仁县）。途中，李旵见陈李之女陈氏有姿色，便娶为妻。李旵在海邑另立朝廷，对陈氏一族大加封赏，苏忠词因为是陈氏的舅舅受封为殿前指挥使。
顺流、快州两地之人效忠范秉彛，听闻其被李高宗杀害，便起兵要复仇。苏忠词私自接受皇子的封爵，害怕惹祸上身，便率兵攻打快州之人。陈李在平叛之时阵亡，其子陈嗣庆继领其众。
郭卜之乱平定后，苏忠词迎李高宗回京。1211年（建嘉元年），高宗驾崩，李旵继位，是为李惠宗。陈嗣庆率兵至细江步，邀请苏忠词同赴高宗之丧，但苏忠词有疑心，因此陈嗣庆只得回军。太尉杜敬修图谋除去苏忠词，被祗侯奉御杜广等人逮捕送交苏忠词军中，沉于大通步一带的江中杀害。又声称关内侯杜世规、祇侯奉御杜广、小侍卫人火头费例三人阴谋废黜李惠宗，率兵攻打昇龍，将杜世规和费例杀死。杜广逃脱，率兵与苏忠词对抗。李惠宗下诏封苏忠词尾招讨大使、关内侯，以谭以蒙为太尉，又将杜英允、尹亭、阮元、阮仁等人斩首。
陈嗣庆派内殿直冯仇周与其禆将潘邻、阮硬，将陈氏送往京城。苏忠词借兵于潘邻、阮硬，将杜广击溃，不久后将其擒获处死。此后，苏忠词被授予太尉官职，晋封为顺流伯。阮字受到部将诬陷，被迫造反。苏忠词随即剥夺他的兵权，阮字害怕，逃往国威县。
六月，苏忠词夜间前去嘉林县府邸，与天极公主私通，被其丈夫关内侯王尚发现，遭到杀害。

## 扩展阅读
https://zh.wikisource.org/zh-hans/大越史記全書 （页面存档备份，存于）